# Muggins (dominospel)

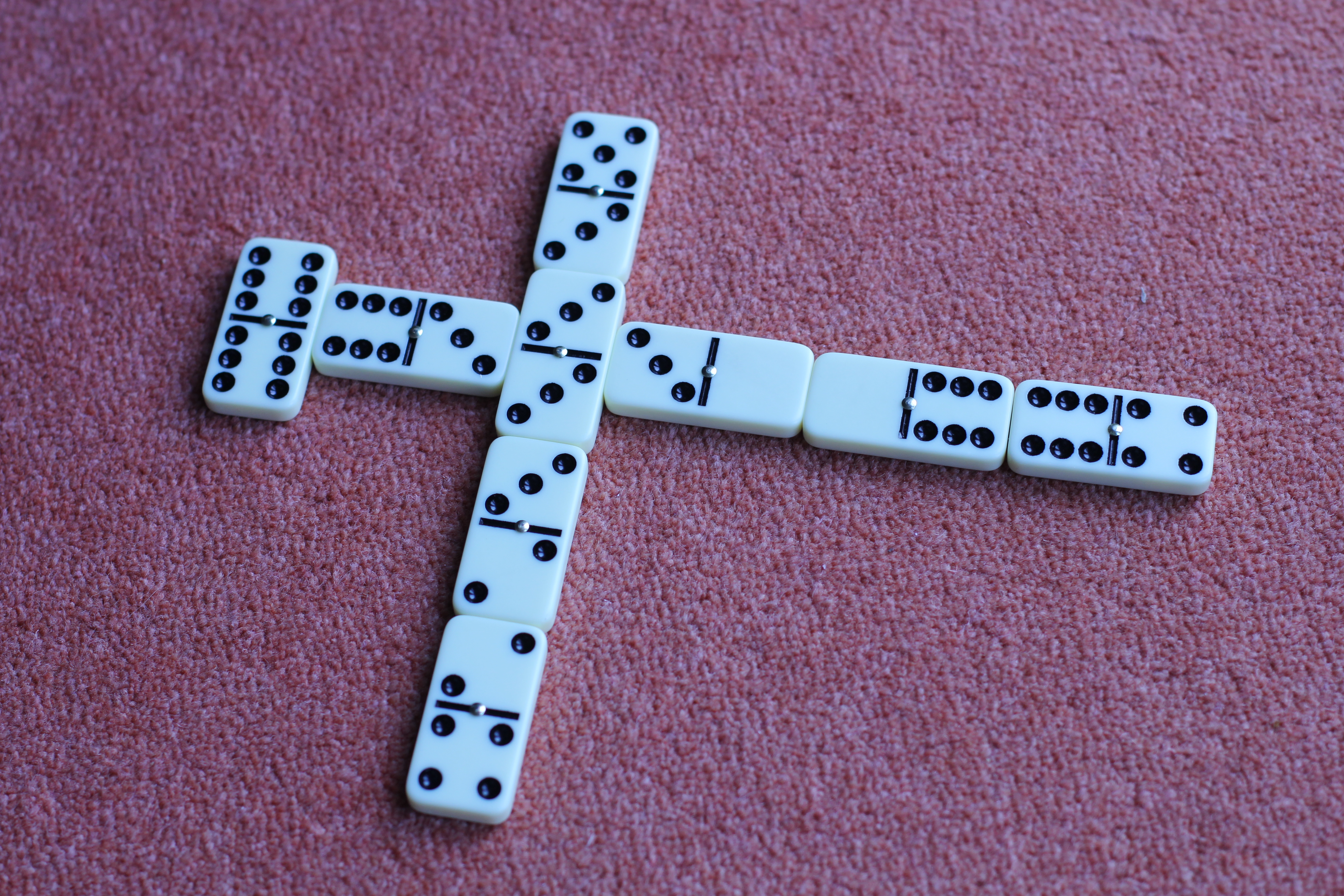
Ett pågående parti muggings (i den spelform som tillåter utbyggnad åt fyra håll). Den senast utlagda brickan har gett 25 poäng.

Muggins, även kallat femmor överallt eller all fives, är ett sällskapsspel och är den populäraste formen av domino i USA. Till skillnad mot vad som gäller i de flesta andra dominospel kan spelarna noteras för poäng inte bara när omgången är färdigspelad, utan också i samband med att brickorna läggs ut på bordet.
2–4 spelare kan delta, och en uppsättning med 28 brickor (0–6 ögon) används. Spelarna tar fem, alternativt sju, brickor var, och spelaren med den högsta dubbelbrickan börjar. Brickorna läggs ut efter samma regler som i traditionell domino, men spelet går i första hand ut på att försöka få de öppna ändarna på bordet att bilda ögonsumman 5 eller ett med 5 delbart tal. Varje gång detta sker, får den spelare som lyckades med detta lika många poäng som den aktuella ögonsumman. Om en spelare glömmer att rapportera erhållen poäng till protokollföraren, kan vem som helst av de andra deltagarna ropa "muggins" och därigenom få överta poängen.
En vanligt förekommande tilläggsregel är att man från den först utlagda dubbletten kan bygga åt fyra olika håll.
En spelare som gör domino, det vill säga lägger ut sin sista bricka, erhåller lika många poäng som motspelarnas återstående brickor har ögon, avrundat till närmaste multipel av 5. Om spelet blir blockerat gäller samma sak för den spelare som har det lägsta antalet ögon på sina kvarvarande brickor, med avdrag för ögonen på de egna brickorna.

## Varianter
I varianten sniff inleds spelet med valfri bricka. Den första dubbelbrickan som läggs ut kallas sniff, och från den kan man bygga i fyra olika riktningar. Regeln om "muggins" tillämpas inte i denna variant.
I varianten five-up, med ett försvenskat namn fem upp, som uppfanns i San Francisco i början av 1900-talet, går det att bygga åt fyra olika håll från varje dubbelbricka som lagts ut på bordet. Detta innebär att många öppna brickändar kan uppstå under spelets gång, och därför kräver spelet goda färdigheter i huvudräkning.